# Mechanical Bull
Albums de Kings of Leon
Come Around Sundown
(2010) Walls
(2017)
Singles
1. Supersoaker
Sortie : 17 juillet 2013
2. Wait for Me
Sortie : 6 août 2013

Mechanical Bull est le sixième album studio du groupe américain de rock alternatif Kings of Leon, publié le 24 septembre 2013 par RCA Records.

## Liste des chansons
Toutes les chansons sont écrites et composées par Kings of Leon.
| No  | Titre             | Durée |
| --- | ----------------- | ----- |
| 1.  | Supersoaker       | 3:50  |
| 2.  | Rock City         | 2:56  |
| 3.  | Don't Matter      | 2:50  |
| 4.  | Beautiful War     | 5:09  |
| 5.  | Temple            | 4:10  |
| 6.  | Wait for Me       | 3:30  |
| 7.  | Family Tree       | 3:50  |
| 8.  | Comeback Story    | 3:59  |
| 9.  | Tonight           | 4:33  |
| 10. | Coming Back Again | 3:28  |
| 11. | On the Chin       | 4:16  |